# Гастон Берже
Гастон Берже (на френски: Gaston Berger) е френски философ и психолог.

## Биография
Роден е на 1 октомври 1896 година в Сен Луи, Сенегал. Берже е индустриалец в Марсилия, а през 1941 г. става професор към Филологическия факултет в Екс ан Прованс. В периода 1953 – 1960 е генерален директор на висшето образование. Съсредоточава вниманието си върху изследване на характера, като активно допринася за разпространението на холандската типология, идеи получили израз в книгата му от 1950 „Практически трактат по анализ на характера“. В друга своя книга от 1962 г. „В Съвременният човек и неговото образование“ той описва идеите за образованието, което смята че трябва да е перманентно и да възпитава децата не толкова в запомнянето на факти, а в откривателство.
Умира на 13 ноември 1960 година в Лонжумо на 64-годишна възраст.